# Älvsborgbrug
Älvsborgbrug is een hangbrug over de river Göta älv in Zweedse stad Göteborg.
De brug werd in 1966 ontworpen door de Zweedse architect Sven Olof Asplund. De bouw begon in de herfst van 1963 en was bouwgereed in december 1967. De brug werd op 8 november 1966 officieel geopend door de toenmalige minister van Transport en Communicatie Olof Palme. De lengte bedraagt 933 meter en de maximale spanwijdte is 417 meter. De pylonen zijn 133 meter hoog en hiermee prominente gezichtspunten van de stad. Onder de brug kunnen schepen varen van 45 meter hoog. De brug heeft zes rijbanen. Gemiddeld maken 65.000 voertuigen per dag gebruik van de brug.
Voor de wereldkampioenschappen atletiek 1995 was de brug groen geschilderd. Deze klus begon in 1993 en hiervoor was 36.000 liter verf nodig. In 2005-2006 was de brug de finish van de zeilwedstrijd The Ocean Race.

## Foto's

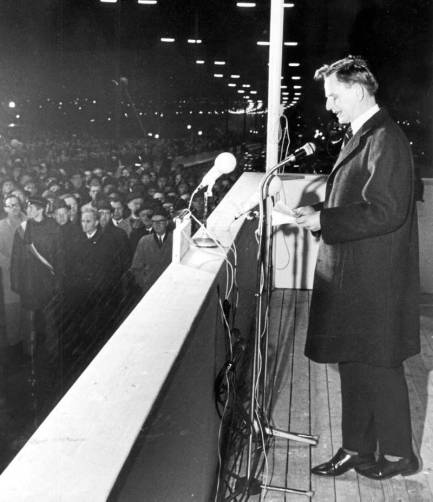
Openingstoespraak van Olof Palme in 1966
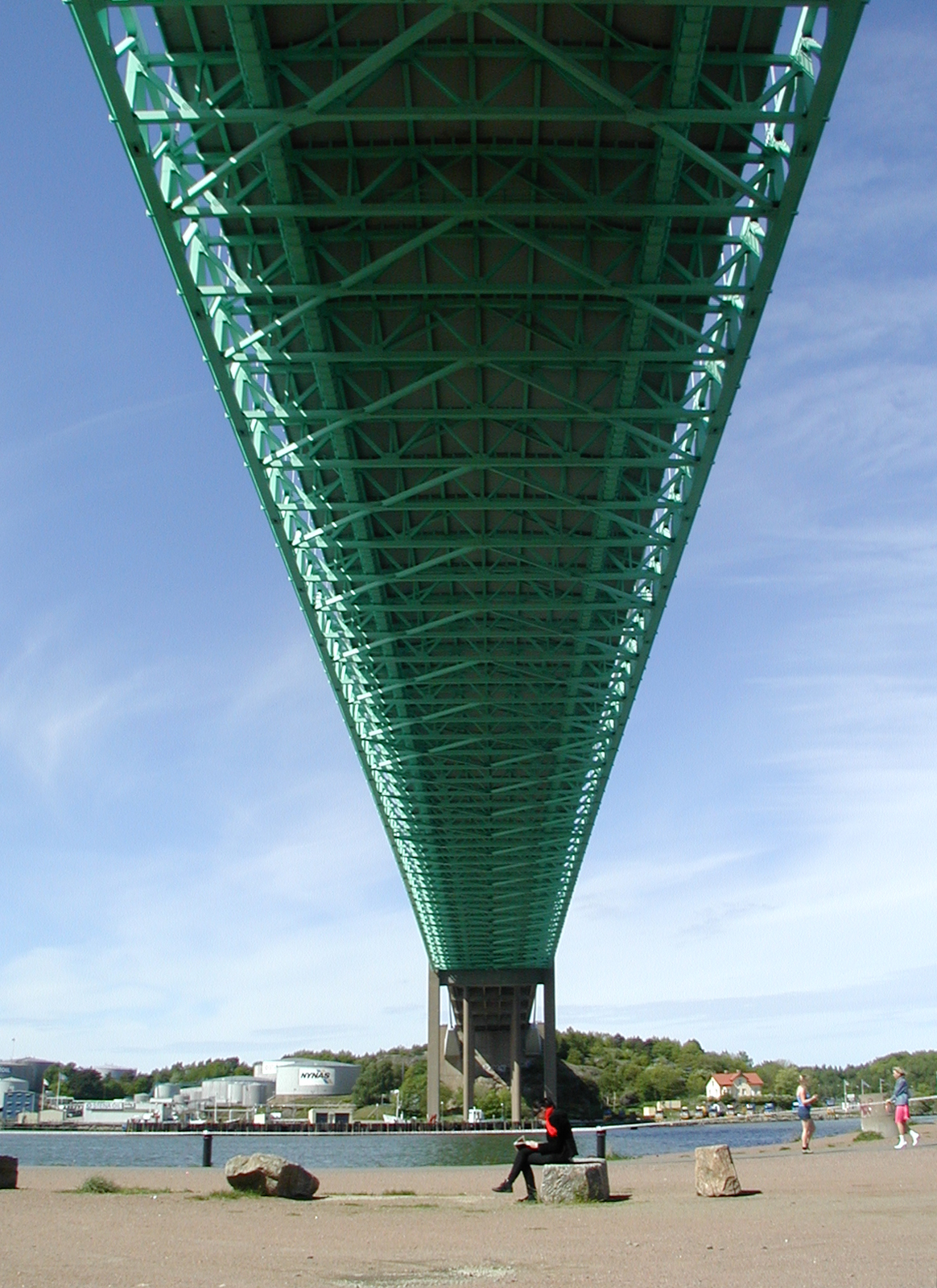
Onderkant van de brug
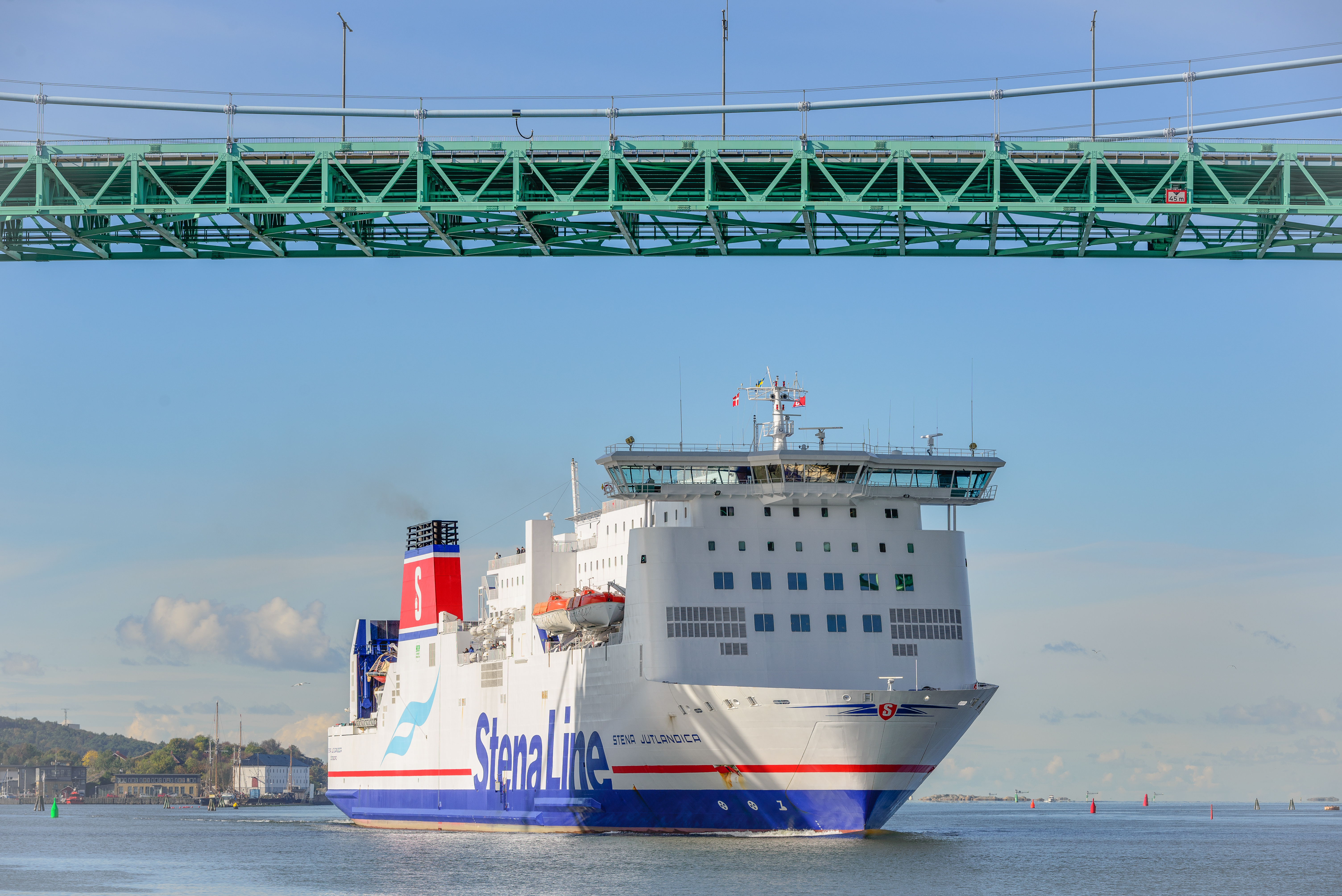
Passage van de Stena Jutlandica